# Rekinado 4: Niech szczęki będą z tobą
Rekinado 4: Niech szczęki będą z tobą (ang. Sharknado 4: The 4th Awakens!!) – amerykański film z gatunku horror science-fiction z 2016 roku wyprodukowany przez firmę The Asylum. Tytuł nawiązuje do pozdrowienia Jedi  z Gwiezdnych wojen, parodiując go.
Premiera filmu miała miejsce 31 lipca 2016 roku na amerykańskim kanale SciFi Universal, natomiast w Polsce  - 1 sierpnia 2016. Lektorem filmu jest Tomasz Knapik.

## Fabuła
5 lat po ostatnim spotkaniu z jednymi z najgroźniejszych istot żyjących na ziemi. Główni bohaterowie, Fin Shepard (Ian Ziering) i April Wexler (Tara Reid) ponownie muszą stawić im czoło. Za sprawą niefortunnego zbiegu okoliczności, który łączy niezwykłe warunki meteorologiczne z dziwnym zachowaniem rekinów, te pojawiają się w najmniej oczekiwanych miejscach.

## Obsada
- Tara Reid jako April Wexler
- Ian Ziering jako Finley „Fin” Shepherd
- David Hasselhoff jako Gilbert Sheperd, ojciec Fina
- Masiela Lusha jako Gemini
- Ryan Newman jako Claudia Shephard
- Cody Linley jako Matt Shepard
- Gary Busey jako Wilford Wexler
- Vince Neil jako on sam
- Wayne Newton jako on sam
- Steve Guttenberg jako Colton